# 이경원 (배드민턴 선수)
이경원(李敬元, 1980년 1월 21일~)은 대한민국의 전 여자 배드민턴 선수이자, 현재 지도자이다.
이경원은 2004년 하계 올림픽 여자 복식 경기에 라경민과 짝을 이뤄 참가했다. 준결승에서 중국의 장제원과 양웨이 조에 15 - 6, 15 -4로 패했지만, 3-4위 결정전에서 같은 중국의 자오팅팅과 웨이이리 조를 만나 10-15, 15-9, 15-7로 이겨 동메달을 땄다. 2008년 베이징 올림픽에서는 이효정과 짝을 이뤄 은메달을 획득했다. 8년 뒤인 2016년 하계 올림픽에는 여자복식 코치로 발탁되어, 정경은-신승찬의 동메달 획득에 큰 도움을 주었다.